# Erna Lugebiel
Erna Lugebiel, née le 24 août 1898 à Berlin et morte le 17 novembre 1984 dans la même ville, est une résistante allemande contre le nazisme. Elle est emprisonnée au camp de concentration de Ravensbrück de 1944 à 1945.

## Biographie
Erna Johanna Martha Voley est née le 24 août 1898 à Berlin. Elle grandit dans une famille de grands boulangers à Berlin. Ses parents tiennent une pâtisserie et une salon de thé à Frohnau. Elle apprend le métier de couturière. A l'âge de 17 ans, elle épouse Willy Lugebiel et ils ont une fille, Ingrid Lugebiel,.
Erna Lugebiel a son propre atelier de mode à Wedding et emploie jusqu'à quatre couturières. Elle a de nombreux contacts dans l’industrie berlinoise de la mode et de l’habillement, qui compte à l’époque de nombreuses entreprises juives,. 
À partir de 1933, alors que commencent les répressions contre les juifs, elle apporte son soutien à de nombreux amis juifs mais aussi à des personnes qu'elle ne connaît pas. 
Après son divorce en 1935, Erna Lugebiel élève seule son enfant et est enrôlée dans la Wehrmacht en tant qu'opératrice téléphonique. 
En 1940, Elle rejoint le groupe de résistance communiste Kampfbund (de) dirigé notamment par Erich Prenzlau. Elle organise les collectes de nourriture, de vêtements, d'argent et cache les personnes en fuite. Elle accueille notamment une mère juive et son enfant et les trois membres de la famille Rothschild pendant plusieurs jours dans son logement. Les Rothschild sont arrêtés plus tard et seul le père James Rothschild survivra au nazisme. Elle participe également à l'impression et à la distribution de tracts,.
Erna Lugebiel est arrêtée le 29 juillet 1943. Fin août 1944, elle est acquittée par le tribunal, faute de preuves mais placée en détention protectrice (Schutzhaftung). En novembre 1944, après des mois d'emprisonnement dans différentes prisons de la Gestapo, elle est emmenée au camp de concentration pour femmes de Ravensbrück. Là, elle devient une des  (de) à l'infirmerie. Elle utilise sa position pour aider les détenues malades. 
A Ravensbrück, elle entre en contact avec des membres emprisonnées du Parti communiste d'Allemagne, comme Katharina Jacob (de) et Martha Paucka. Dans son livre de mémoires, elle déclare que la camaraderie était pour elle le plus important,.
Elle est libérée du camp de Ravensbrück le 23 avril 1945.
Après la guerre, Erna Lugebiel s'engage dans le cercle des survivants de Berlin-Ouest, raconte ses souvenirs aux jeunes et met en garde contre le retour du fascisme « Même aujourd’hui, je ne suis pas une personne politiquement organisée, mais je suis restée une résistante jusqu’à ma dernière heure ». Avec sa fille Ingrid Rabe-Lugebiel, elle milite jusqu'à sa mort pour la reconnaissance sociale des prisonnières du camp. Sa petite-fille, Jeanine Bochat est également engagée dans le Comité international de Ravensbrück dont elle assure le Secrétariat général.
Elle décède le 17 novembre 1984 à Berlin.
Le 4 mars 2021, une plaque commémorative est placée sur son ancien lieu de résidence, Grolmanstraße 28 à Berlin-Charlottenburg.

## Filmographie et théâtre
- Die Stubenälteste von Block 7 Frauenkonzentrationslager Ravensbrück, film documentaire de Norbert Scherdin, 90 minutes.
- La pièce de théâtre "Nie bereut – Frauen im Widerstand 1933 – 1945" de Bassion avec Birgit Süß et Klaus Ratzek est jouée en 2024 à Würzburg. Elle met en scène les résistantes Erna Lugebiel, Maria von Maltzan, Hilde Coppi et Ilse Totzke[9].